# Reprezentare proporțională

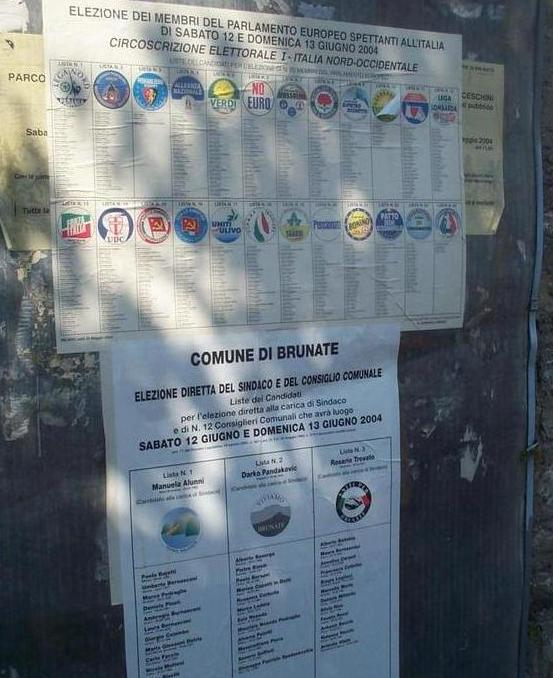
Poster pentru alegerile pentru Parlamentul European din 2004 în Italia, care prezintă listele de partid

Reprezentarea proporțională este un sistem electoral care asigură reprezentarea proporțională a subgrupurilor dintr-un electorat într-un organism ales, în funcție de voturile exprimate. Toate voturile contribuie la rezultatul final, spre deosebire de alte sisteme unde doar majoritatea contează.

## Tipuri

- Vot pe listă de partid este utilizat în 85 de țări. Partidele politice prezintă liste de candidați în circumscripții plurinominale. Locurile sunt alocate listelor de partid, proporțional cu numărul de voturi pe care l-au obținut.
- Sistemul mixt de membri proporționali: Jumătate din legislatori sunt aleși prin metoda pluralității în circumscripții uninominale, iar restul prin reprezentare proporțională pe liste. Fiecare alegător are la dispoziție două voturi: unul pentru reprezentantul din circumscripție, iar celălalt pentru lista de partid. Acest sistem este folosit în țări precum Germania, Noua Zeelandă, Venezuela, Italia.
- Votul unic transferabil: Alegătorii ierarhizează candidații individuali pe buletinul de vot în loc de liste de candidați.

## Caracteristici
Sistemele de reprezentare proporțională sunt mai rezistente la manipulări pentru un singur partid politic și oferă o reprezentare mai echitabilă a diverselor grupuri politice și sociale.
- Necesită circumscripții cu mai mulți membri aleși.
- Se aplică la nivel local, regional sau național.
- Proporționalitatea perfectă este rar atinsă din cauza pragurilor electorale, dimensiunilor reduse ale districtelor sau tacticilor electorale.